# Inas Hamdan
Inas Hamdan, född 27 juni 1999 i Syrien, är en svensk journalist. Hon belönades 2023 med Stora journalistpriset i klassen "Årets förnyare" för sin granskning av Al Jazeeras bevakning av Sverige. Hon belönades 2024 med ELSA-priset.

## Biografi
Hamdan kom som några månader gammal med sin familj till Sverige från Syrien år 2000 och växte upp i flera av Malmös utsatta förorter. Hon har en examen i statsvetenskap vid Lunds universitet och är sedan 2022 fast anställd som reporter vid Sydsvenskan. Hon blev 2022 nominerad till Stora Journalistpriset i klassen "Årets Avslöjande" för sin granskning av partiet Nyans. Hon visade att flera av partiets kandidater spred ett helt annat budskap på arabiska än vad partiet gör på svenska, och bland annat spred hat mot till exempel judar och shiamuslimer på sociala medier.
Hamdan fick 2023 Stora Journalistpriset i klassen "Årets förnyare" för sin granskning av nyhetstjänsten Al Jazeeras Sverigerapportering. Hon kunde med hjälp av artificiell intelligens visa att kanalen bland annat spred felaktiga uppgifter om svenska socialtjänsten. Hon publicerade i juli 2024 tillsammans med reportern Jonas Nyrén en granskning där de avslöjade att det vid Palestinademonstrationer i Malmö upprepade gånger uttalats stöd för terrorstämplade Hamas och Hizbollah. I anslutning till publiceringen fick Hamdan motta hot, bland annat filmer av demonstranter som ropade hotfulla budskap utanför hennes bostad. Händelserna har polisanmälts och fördömts av såväl branschkollegor som bland annat dåvarande utrikesminister Tobias Billström.